# Gat salvatge asiàtic

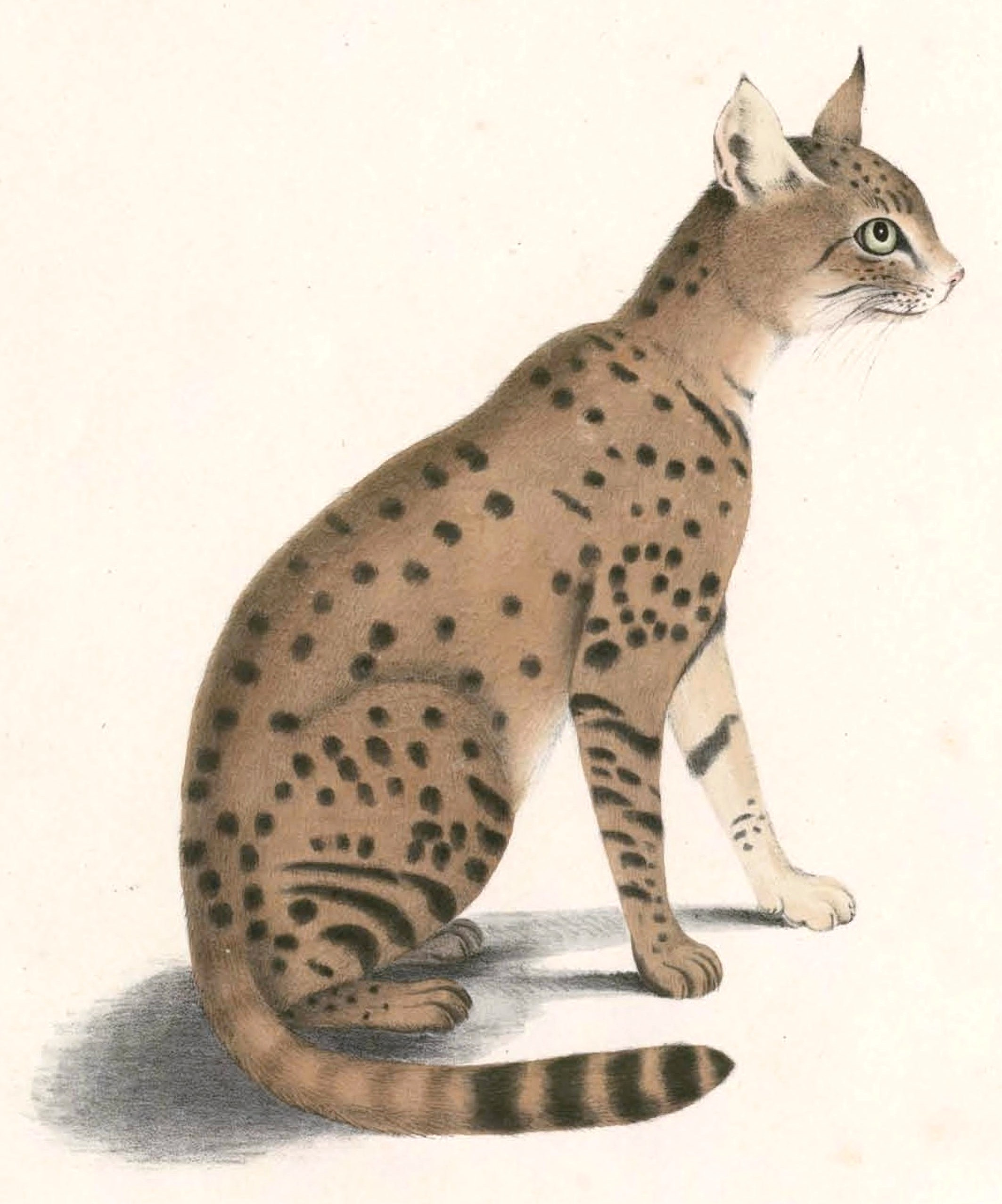
Il·lustració de Thomas Hardwicke.

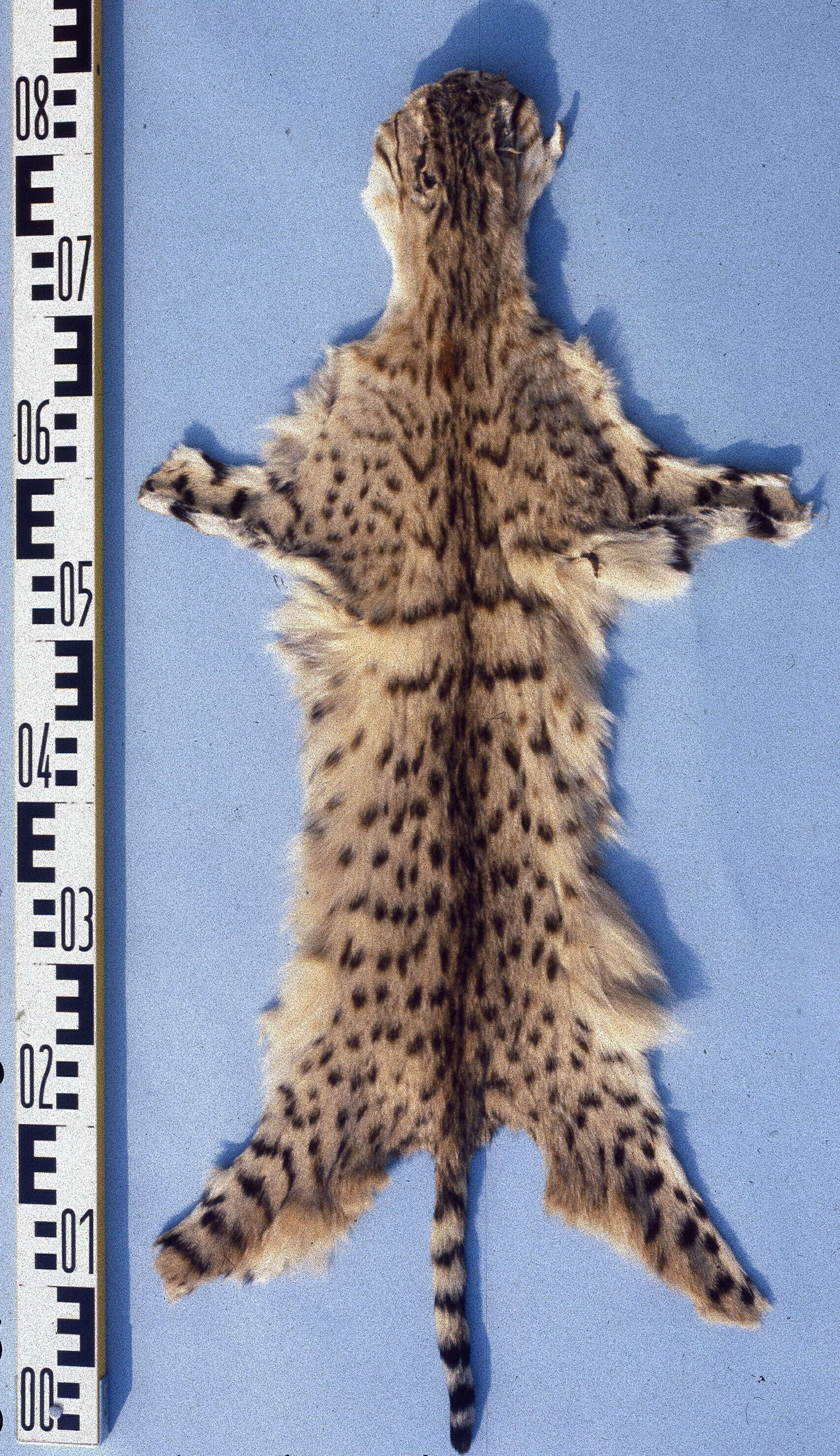
Pell del gat salvatge asiàtic.

El gat salvatge asiàtic o gat ornat (Felis silvestris ornata) és una subespècie del gat salvatge (Felis silvestris) que es troba des de l'Índia fins a l'Iran. És un mamífer carnívor de la família dels fèlids. És un felí d'aspecte similar al del gat domèstic.

## Distribució i hàbitat
Es troba des de l'Índia fins a l'Iran. Habita les zones seques de la franja central de l'Àsia central i occidental. Es troba a les regions seques de l'Orient Mitjà, de l'Iran, de l'Afganistan, de la regió meridional del Turquestan, del Pakistan i de l'Índia. En el Caucas, viu a les estepes de l'Azerbaidjan, de la vall d'Araks, del Najichevan i d'Armènia. A l'orient de la mar Càspia, la seva distribució és més difusa. Es troba a l'esquerra del Volga, al Turkmenistan, al Tadjikistan, a les estepes del Murgab, a les regions del llac Issyk-Kul i a la vall del riu Sir Daria. Viu al Kirguizstan, a l'Àsia central, a prop del llac Baljash, però el límit oriental de la seva difusió no està ben definit. A l'Iran viu a tot arreu, excepte a la regió boscosa de la serralada Elburz i a la plana costanera de la mar Càspia.
R. T. Tabert i els seus col·laboradors assenyalaren el 1967 que a la vall de l'Indus, al Pakistan, el gat salvatge asiàtic viu a la zona descoberta, on s'alimenta principalment de jerbus egipcis, el que no seria estrany en el desert de Thar. A l'Índia viu en els deserts nord-occidentals i a les regions seques de Madhya Pradesh. També apareix a Sind, al Rajasthan, i a la regió sud sud-est de Jaipur.
El 1912 l'anglès T. Wroughton trobà un gat salvatge asiàtic a prop del cadàver d'una ovella i va dir que la distribució d'aquest felí és molt nombrosa al desert on es troben caus de jerb. Al Kazakhstan, el gat salvatge asiàtic viu en valls al·luvials més o menys àrides, i espessos boscos de Haloxylon persicum. De vegades es veu en joncs i gramínies a prop de cursos d'aigua. En altres regions apareix en zones més desèrtiques i en oasis. A l'Àsia central es pot observar entre formacions de Halimodendron i roses silvestres. A la depressió del llac Issyk-Kul apareix en les plantacions de te i en matolls de tamarell.

## Descripció
En general el seu pelatge és gris groguenc, de vegades bru. El seu ventre és de color gris clar o blanc, amb punts negres disseminats. La seva llarga cua és més o menys anellada, fins a acabar en una punta negra. La variació individual pel que fa al pelatge és molt àmplia, com pogué constatar el zoòleg B. A. Kuznetzov a les pelleteries del Kirguizstan.
A l'Índia el gat salvatge asiàtic és més petit i no sobrepassa els 4 kg de pes, el seu pelatge en general és gris pàl·lid groguenc, generalment sense taques, i la cua i el ventre són blancs i amb menys punts negres o sense. El 1867, D. Short va dir que a l'Índia meridional no s'aconseguia diferenciar bé molts gats domèstics (Felis silvestris catus) dels gats salvatges asiàtics. L'índex cranial del gat salvatge asiàtic és netament superior al dels altres animals del gènere Felis, cosa que molts han relacionat amb una possible domesticació d'aquest gat per part de les civilitzacions antigues de la zona, la cultura de la vall de l'Indus o Mesopotàmia.

## Comportament
El gat salvatge asiàtic és diürn i nocturn. Com el gat de les sorres habita en caus que no excava ell, sinó teixons o eriçons.

### Alimentació
S'alimenta de petits mamífers, com talps o llebres, i en un 15% d'aus. També s'alimenta de llangardaixos i insectes. En el Turquestan menja faisans i altres aus. El zoòleg rus I. F. Sapozhenkov, el 1961, va estudiar l'ecologia del gat salvatge asiàtic en el desert de Karakum oriental, i va descriure que encara que la seva dieta estigui basada en rosegadors i altres petits mamífers, devora també aus, serps i saures.

### Reproducció
El zel va des del gener fins al febrer i la femella pareix de 2 a 5 cries al maig al Kirguizstan i a mitjan abril al desert de Karakum. La gestació dura uns 2 mesos i crien els seus cadells entre les arrels d'alguns arbres o entre pedres.